# Tuffi ai Giochi olimpici
I tuffi sono stati introdotti per la prima volta ai Giochi olimpici in occasione della III Olimpiade del 1904. 
La prima competizione vide soli due eventi, al maschile, comprendenti la piattaforma e la distanza. Quest'ultimo venne sostituito nell'edizione successiva dal trampolino, molto più intrigante. Ai Giochi olimpici successivi venne allargata la competizione alle donne anche per la piattaforma e venne introdotta la piattaforma alta - che fu disputato per tre edizioni - dove non erano consentite alcun tipo di acrobazia. Infine nel 1920 venne aggiunta la competizione femminile per il trampolino.
 Dall'Edizione di Amsterdam del 1928 fino al 1996 ad Atlanta, la competizione comprendeva solo 4 eventi; raddoppiati poi con l'introduzione dei tuffi sincronizzati a partire dalle prime Olimpiadi del XXI secolo di Sydney.

Ai fini del medagliere e di tutte le competizioni a venire, è importante segnalare l'ammissione alle gare da parte della FINA alla Nazionale della Cina a partire dal 1984, bandito per opporsi al governo cinese. Da quel momento gli atleti cinesi hanno sempre dominato la maggior parte delle gare.

## Medagliere
Il seguente medagliere, aggiornato a Parigi 2024, prende in considerazione anche le medaglie dei Giochi olimpici intermedi di Atene 1906, appositamente segnalate con un * accanto al numero complessivo di medaglie per nazione. In corsivo le nazioni (o le squadre) non più esistenti.
| Pos | Nazione                   | Oro | Argento | Bronzo | Totale |
| --- | ------------------------- | --- | ------- | ------ | ------ |
| 2   | Cina                      | 55  | 26      | 11     | 92     |
| 2   | Stati Uniti               | 49  | 47      | 46     | 142    |
| 3   | Svezia                    | 6   | 8       | 7      | 21     |
| 4   | Russia                    | 4   | 8       | 6      | 18     |
| 5   | Unione Sovietica          | 4   | 4       | 6      | 14     |
| 6   | Germania                  | 3   | 9       | 12     | 24*    |
| 7   | Italia                    | 3   | 5       | 3      | 11     |
| 8   | Australia                 | 3   | 4       | 8      | 15     |
| 9   | Squadra Unificata Tedesca | 3   | 1       | 1      | 5      |
| 10  | Gran Bretagna             | 2   | 4       | 12     | 18     |
| 11  | Germania Est              | 2   | 2       | 3      | 7      |
| 12  | Messico                   | 1   | 8       | 8      | 17     |
| 13  | Canada                    | 1   | 5       | 9      | 15     |
| 14  | Cecoslovacchia            | 1   | 1       | 0      | 2      |
| 15  | Danimarca                 | 1   | 0       | 1      | 2      |
| 16  | Grecia                    | 1   | 0       | 0      | 1      |
| 17  | Squadra Unificata         | 0   | 2       | 1      | 3      |
| 18  | Corea del Nord            | 0   | 1       | 1      | 2      |
| 18  | Egitto                    | 0   | 1       | 1      | 2      |
| 18  | Malaysia                  | 0   | 1       | 1      | 2      |
| 21  | Francia                   | 0   | 1       | 0      | 1      |
| 21  | Giappone                  | 0   | 1       | 0      | 1      |
| 23  | Ucraina                   | 0   | 0       | 2      | 2      |
| 22  | Austria                   | 0   | 0       | 1      | 1*     |
| 22  | ROC                       | 0   | 0       | 1      | 1      |

## Albo d'oro

### Maschile

#### Piattaforma 10 metri
| Edizione                                      | Oro                                           | Argento                                        | Bronzo                                         |
| --------------------------------------------- | --------------------------------------------- | ---------------------------------------------- | ---------------------------------------------- |
| Saint Louis 1904                              | George Sheldon                                | Georg Hoffmann                                 | Frank Kehoe                                    |
| Saint Louis 1904                              | George Sheldon                                | Georg Hoffmann                                 | Alfred Braunschweiger                          |
| Atene 1906                                    | Gottlob Walz                                  | Georg Hoffmann                                 | Otto Satzinger                                 |
| Londra 1908                                   | Hjalmar Johansson                             | Karl Malmström                                 | Arvid Spångberg                                |
| Stoccolma 1912                                | Erik Adlerz                                   | Albert Zürner                                  | Gustaf Blomgren                                |
| Anversa 1920                                  | Clarence Pinkston                             | Erik Adlerz                                    | Hal Haig Prieste                               |
| Parigi 1924                                   | Albert White                                  | David Fall                                     | Clarence Pinkston                              |
| Amsterdam 1928                                | Pete Desjardins                               | Farid Simaika                                  | Michael Galitzen                               |
| Los Angeles 1932                              | Harold Smith                                  | Michael Galitzen                               | Frank Kurtz                                    |
| Berlino 1936                                  | Marshall Wayne                                | Elbert Root                                    | Hermann Stork                                  |
| Londra 1948                                   | Samuel Lee                                    | Bruce Harlan                                   | Joaquín Capilla                                |
| Helsinki 1952                                 | Samuel Lee                                    | Joaquín Capilla                                | Günther Haase                                  |
| Melbourne 1956                                | Joaquín Capilla                               | Gary Tobian                                    | Richard Conner                                 |
| Roma 1960                                     | Robert Webster                                | Gary Tobian                                    | Brian Phelps                                   |
| Tokyo 1964                                    | Robert Webster                                | Klaus Dibiasi                                  | Thomas Gompf                                   |
| Città del Messico 1968                        | Klaus Dibiasi                                 | Álvaro Gaxiola                                 | Edwin Young                                    |
| Monaco di Baviera 1972                        | Klaus Dibiasi                                 | Richard Rydze                                  | Giorgio Cagnotto                               |
| Montréal 1976                                 | Klaus Dibiasi                                 | Greg Louganis                                  | Uladzimir Alejnik                              |
| Mosca 1980                                    | Falk Hoffmann                                 | Uladzimir Alejnik                              | Davit' Hambarjowmyan                           |
| Los Angeles 1984                              | Greg Louganis                                 | Bruce Kimball                                  | Li Kongzheng                                   |
| Seul 1988                                     | Greg Louganis                                 | Xiong Ni                                       | Jesús Mena                                     |
| Barcellona 1992                               | Sun Shuwei                                    | Scott Donie                                    | Xiong Ni                                       |
| Atlanta 1996                                  | Dmitrij Sautin                                | Jan Hempel                                     | Xiao Hailiang                                  |
| Sydney 2000                                   | Tian Liang                                    | Hu Jia                                         | Dmitrij Sautin                                 |
| Atene 2004                                    | Hu Jia                                        | Mathew Helm                                    | Tian Liang                                     |
| Pechino 2008                                  | Matthew Mitcham                               | Zhou Lüxin                                     | Gleb Gal'perin                                 |
| Londra 2012                                   | David Boudia                                  | Qiu Bo                                         | Tom Daley                                      |
| Rio de Janeiro 2016                           | Chen Aisen                                    | Germán Sánchez                                 | David Boudia                                   |
| Tokyo 2020                                    | Cao Yuan                                      | Yang Jian                                      | Tom Daley                                      |
| Parigi 2024                                   | Cao Yuan                                      | Rikuto Tamai                                   | Noah Williams                                  |
| Atleta meglio premiato: Klaus Dibiasi (3/1/0) | Atleta meglio premiato: Klaus Dibiasi (3/1/0) | Nazione meglio premiata: Stati Uniti (13/10/9) | Nazione meglio premiata: Stati Uniti (13/10/9) |

#### Trampolino 3 metri
| Edizione                                                           | Oro                                                                | Argento                                         | Bronzo                                          |
| ------------------------------------------------------------------ | ------------------------------------------------------------------ | ----------------------------------------------- | ----------------------------------------------- |
| Londra 1908                                                        | Albert Zürner                                                      | Kurt Behrens                                    | George Gaidzik                                  |
| Londra 1908                                                        | Albert Zürner                                                      | Kurt Behrens                                    | Gottlob Walz                                    |
| Stoccolma 1912                                                     | Paul Günther                                                       | Hans Luber                                      | Kurt Behrens                                    |
| Anversa 1920                                                       | Louis Kuehn                                                        | Clarence Pinkston                               | Louis Balbach                                   |
| Parigi 1924                                                        | Albert White                                                       | Pete Desjardins                                 | Clarence Pinkston                               |
| Amsterdam 1928                                                     | Pete Desjardins                                                    | Michael Galitzen                                | Farid Simaika                                   |
| Los Angeles 1932                                                   | Michael Galitzen                                                   | Harold Smith                                    | Richard Degener                                 |
| Berlino 1936                                                       | Richard Degener                                                    | Marshall Wayne                                  | Alan Greene                                     |
| Londra 1948                                                        | Bruce Harlan                                                       | Miller Anderson                                 | Samuel Lee                                      |
| Helsinki 1952                                                      | David Browning                                                     | Miller Anderson                                 | Bob Clotworthy                                  |
| Melbourne 1956                                                     | Bob Clotworthy                                                     | Donald Harper                                   | Joaquín Capilla                                 |
| Roma 1960                                                          | Gary Tobian                                                        | Samuel Hall                                     | Juan Botella                                    |
| Tokyo 1964                                                         | Kenneth Sitzberger                                                 | Francis Gorman                                  | Lawrence Andreasen                              |
| Città del Messico 1968                                             | Bernard Wrightson                                                  | Klaus Dibiasi                                   | James Henry                                     |
| Monaco di Baviera 1972                                             | Vladimir Vasin                                                     | Giorgio Cagnotto                                | Craig Lincoln                                   |
| Montréal 1976                                                      | Phil Boggs                                                         | Giorgio Cagnotto                                | Aleksandr Kosenkov                              |
| Mosca 1980                                                         | Aleksandr Stalievič Portnov                                        | Carlos Girón Gutiérrez                          | Giorgio Cagnotto                                |
| Los Angeles 1984                                                   | Greg Louganis                                                      | Tan Liangde                                     | Ronald Merriott                                 |
| Seul 1988                                                          | Greg Louganis                                                      | Tan Liangde                                     | Li Deliang                                      |
| Barcellona 1992                                                    | Mark Lenzi                                                         | Tan Liangde                                     | Dmitrij Sautin                                  |
| Atlanta 1996                                                       | Xiong Ni                                                           | Yu Zhuocheng                                    | Mark Lenzi                                      |
| Sydney 2000                                                        | Xiong Ni                                                           | Fernando Platas                                 | Dmitrij Sautin                                  |
| Atene 2004                                                         | Peng Bo                                                            | Alexandre Despatie                              | Dmitrij Sautin                                  |
| Pechino 2008                                                       | He Chong                                                           | Alexandre Despatie                              | Qin Kai                                         |
| Londra 2012                                                        | Il'ja Zacharov                                                     | Qin Kai                                         | He Chong                                        |
| Rio de Janeiro 2016                                                | Cao Yuan                                                           | Jack Laugher                                    | Patrick Hausding                                |
| Tokyo 2020                                                         | Xie Siyi                                                           | Wang Zongyuan                                   | Jack Laugher                                    |
| Parigi 2024                                                        | Xie Siyi                                                           | Wang Zongyuan                                   | Osmar Olvera                                    |
| Atleta meglio premiato: Greg Louganis, Xiong Ni e Xie Siyi (2/0/0) | Atleta meglio premiato: Greg Louganis, Xiong Ni e Xie Siyi (2/0/0) | Nazione meglio premiata: Stati Uniti (15/10/12) | Nazione meglio premiata: Stati Uniti (15/10/12) |

#### Piattaforma 10 metri sincronizzato
| Edizione                                | Oro                                     | Argento                                      | Bronzo                                      |
| --------------------------------------- | --------------------------------------- | -------------------------------------------- | ------------------------------------------- |
| Sydney 2000                             | Russia Igor' Lukašin - Dmitrij Sautin   | Cina Hu Jia - Tian Liang                     | Germania Jan Hempel - Heiko Meyer           |
| Atene 2004                              | Cina Tian Liang - Yang Jinghui          | Gran Bretagna Leon Taylor - Peter Waterfield | Australia Mathew Helm - Robert Newbery      |
| Pechino 2008                            | Cina Lin Yue - Huo Liang                | Germania Patrick Hausding - Sascha Klein     | Russia Gleb Gal'perin - Dmitrij Dobroskok   |
| Londra 2012                             | Cina Cao Yuan - Zhang Yanquan           | Messico Ivan García - Germán Sánchez         | Stati Uniti David Boudia - Nick McCrory     |
| Rio de Janeiro 2016                     | Cina Chen Aisen - Lin Yue               | Stati Uniti David Boudia - Steele Johnson    | Gran Bretagna Tom Daley - Daniel Goodfellow |
| Tokyo 2020                              | Gran Bretagna Tom Daley - Matthew Lee   | Cina Cao Yuan - Chen Aisen                   | ROC Aleksandr Bondar - Viktor Minibaev      |
| Parigi 2024                             | Cina Yang Hao - Lian Junjie             | Gran Bretagna Tom Daley - Noah Williams      | Canada Rylan Wiens - Nathan Zsombor-Murray  |
| Atleta meglio premiato: Lin Yue (2/0/0) | Atleta meglio premiato: Lin Yue (2/0/0) | Nazione meglio premiata: Cina (5/2/0)        | Nazione meglio premiata: Cina (5/2/0)       |

#### Trampolino 3 metri sincronizzato
| Edizione                                | Oro                                      | Argento                                          | Bronzo                                       |
| --------------------------------------- | ---------------------------------------- | ------------------------------------------------ | -------------------------------------------- |
| Sydney 2000                             | Cina Xiong Ni - Xiao Hailiang            | Russia Aleksandr Dobroskok - Dmitrij Sautin      | Australia Robert Newbery - Dean Pullar       |
| Atene 2004                              | Grecia Thomas Bimis - Nikolaos Siranidis | Germania Andreas Wels - Tobias Schellenberg      | Australia Steven Barnett - Robert Newbery    |
| Pechino 2008                            | Cina Wang Feng - Qin Kai                 | Russia Dmitrij Sautin - Jurij Kunakov            | Ucraina Illja Kvaša - Oleksij Pryhorov       |
| Londra 2012                             | Cina Luo Yutong - Qin Kai                | Russia Il'ja Zacharov - Evgenij Kuznecov         | Stati Uniti Troy Dumais - Kristian Ipsen     |
| Rio de Janeiro 2016                     | Gran Bretagna Chris Mears - Jack Laugher | Stati Uniti Sam Dorman - Michael Hixon           | Cina Cao Yuan - Qin Kai                      |
| Tokyo 2020                              | Cina Wang Zongyuan - Xie Siyi            | Stati Uniti Andrew Capobianco - Michael Hixon    | Germania Patrick Hausding - Lars Rüdiger     |
| Parigi 2024                             | Cina Long Daoyi - Wang Zongyuan          | Messico Juan Manuel Celaya - Osmar Olvera Ibarra | Gran Bretagna Anthony Harding - Jack Laugher |
| Atleta meglio premiato: Qin Kai (2/0/1) | Atleta meglio premiato: Qin Kai (2/0/1)  | Nazione meglio premiata: Cina (5/0/1)            | Nazione meglio premiata: Cina (5/0/1)        |

### Femminile

#### Piattaforma 10 metri
| Edizione                                                                  | Oro                                                                       | Argento                                       | Bronzo                                        |
| ------------------------------------------------------------------------- | ------------------------------------------------------------------------- | --------------------------------------------- | --------------------------------------------- |
| Stoccolma 1912                                                            | Greta Johansson                                                           | Lisa Regnell                                  | Isabelle White                                |
| Anversa 1920                                                              | Stefanie Clausen                                                          | Eileen Armstrong                              | Ewa Olliwier                                  |
| Parigi 1924                                                               | Caroline Smith                                                            | Elizabeth Becker-Pinkston                     | Hjördis Töpel                                 |
| Amsterdam 1928                                                            | Elizabeth Becker-Pinkston                                                 | Georgia Coleman                               | Lala Sjöqvist                                 |
| Los Angeles 1932                                                          | Dorothy Poynton-Hill                                                      | Georgia Coleman                               | Marion Roper                                  |
| Berlino 1936                                                              | Dorothy Poynton-Hill                                                      | Velma Dunn                                    | Käthe Köhler                                  |
| Londra 1948                                                               | Victoria Manalo-Draves                                                    | Patsy Elsener                                 | Birte Christoffersen-Hanson                   |
| Helsinki 1952                                                             | Patricia McCormick                                                        | Paula Myers                                   | Juno Stover-Irwin                             |
| Melbourne 1956                                                            | Patricia McCormick                                                        | Juno Stover-Irwin                             | Paula Myerss                                  |
| Roma 1960                                                                 | Ingrid Krämer                                                             | Paula Myers-Pope                              | Ninel' Krutova                                |
| Tokyo 1964                                                                | Lesley Bush                                                               | Ingrid Krämer                                 | Galina Alekseeva                              |
| Città del Messico 1968                                                    | Milena Duchková                                                           | Natal'ja Kuznecova-Lobanova                   | Ann Peterson                                  |
| Monaco di Baviera 1972                                                    | Ulrika Knape                                                              | Milena Duchková                               | Marina Janicke                                |
| Montréal 1976                                                             | Elena Vajcechovskaja                                                      | Ulrika Knape-Lindberg                         | Deborah Wilson                                |
| Mosca 1980                                                                | Martina Jäschke                                                           | Sirvard Ēmirzyan                              | Liana Cotadze                                 |
| Los Angeles 1984                                                          | Zhou Jihong                                                               | Michele Mitchell                              | Wendy Wyland                                  |
| Seul 1988                                                                 | Xu Yanmei                                                                 | Michele Mitchell                              | Wendy Williams                                |
| Barcellona 1992                                                           | Fu Mingxia                                                                | Elena Mirošina                                | Mary Ellen Clark                              |
| Atlanta 1996                                                              | Fu Mingxia                                                                | Annika Walter                                 | Mary Ellen Clark                              |
| Sydney 2000                                                               | Laura Wilkinson                                                           | Li Na                                         | Anne Montminy                                 |
| Atene 2004                                                                | Chantelle Michell                                                         | Lao Lishi                                     | Loudy Tourky                                  |
| Pechino 2008                                                              | Chen Ruolin                                                               | Émilie Heymans                                | Wang Xin                                      |
| Londra 2012                                                               | Chen Ruolin                                                               | Brittany Broben                               | Pandelela Rinong                              |
| Rio de Janeiro 2016                                                       | Ren Qian                                                                  | Si Yajie                                      | Meaghan Benfeito                              |
| Tokyo 2020                                                                | Quan Hongchan                                                             | Chen Yuxi                                     | Melissa Wu                                    |
| Parigi 2024                                                               | Quan Hongchan                                                             | Chen Yuxi                                     | Kim Mi-rae                                    |
| Atleta meglio premiato: Poynton-Hill e McCormick; Fu, Chen e Quan (2/0/0) | Atleta meglio premiato: Poynton-Hill e McCormick; Fu, Chen e Quan (2/0/0) | Nazione meglio premiata: Stati Uniti (9/10/9) | Nazione meglio premiata: Stati Uniti (9/10/9) |

#### Trampolino 3 metri
| Edizione                                     | Oro                                          | Argento                                         | Bronzo                                          |
| -------------------------------------------- | -------------------------------------------- | ----------------------------------------------- | ----------------------------------------------- |
| Anversa 1920                                 | Aileen Riggin                                | Helen Wainwright                                | Thelma Payne                                    |
| Parigi 1924                                  | Elizabeth Becker-Pinkston                    | Aileen Riggin                                   | Caroline Fletcher                               |
| Amsterdam 1928                               | Helen Meany                                  | Dorothy Poynton-Hill                            | Georgia Coleman                                 |
| Los Angeles 1932                             | Georgia Coleman                              | Katherine Rawls                                 | Jane Fauntz                                     |
| Berlino 1936                                 | Marjorie Gestring                            | Katherine Rawls                                 | Dorothy Poynton-Hill                            |
| Londra 1948                                  | Victoria Manalo-Draves                       | Zoe Ann Olsen-Jensen                            | Patsy Elsener                                   |
| Helsinki 1952                                | Patricia McCormick                           | Madeleine Moreau                                | Zoe Ann Olsen-Jensen                            |
| Melbourne 1956                               | Patricia McCormick                           | Jeanne Stunyo                                   | Irene MacDonald                                 |
| Roma 1960                                    | Ingrid Krämer                                | Paula Myers-Pope                                | Liz Ferris                                      |
| Tokyo 1964                                   | Ingrid Krämer                                | Jeanne Collier                                  | Mary Willard                                    |
| Città del Messico 1968                       | Susanne Gossick                              | Tamara Fedosova-Pogoževa                        | Keala O'Sullivan                                |
| Monaco di Baviera 1972                       | Micki King                                   | Ulrika Knape-Lindberg                           | Marina Janicke                                  |
| Montréal 1976                                | Jennifer Chandler                            | Christa Köhler                                  | Cynthia Potter                                  |
| Mosca 1980                                   | Irina Kalinina                               | Martina Proeber                                 | Karin Guthke                                    |
| Los Angeles 1984                             | Sylvie Bernier                               | Kelly McCormick                                 | Christina Seufert                               |
| Seul 1988                                    | Gao Min                                      | Li Qing                                         | Kelly McCormick                                 |
| Barcellona 1992                              | Gao Min                                      | Irina Laško                                     | Brita Baldus                                    |
| Atlanta 1996                                 | Fu Mingxia                                   | Irina Laško                                     | Annie Pelletier                                 |
| Sydney 2000                                  | Fu Mingxia                                   | Guo Jingjing                                    | Dörte Lindner                                   |
| Atene 2004                                   | Guo Jingjing                                 | Wu Minxia                                       | Julija Pachalina                                |
| Pechino 2008                                 | Guo Jingjing                                 | Julija Pachalina                                | Wu Minxia                                       |
| Londra 2012                                  | Wu Minxia                                    | He Zi                                           | Laura Sánchez Soto                              |
| Rio de Janeiro 2016                          | Shi Tingmao                                  | He Zi                                           | Tania Cagnotto                                  |
| Tokyo 2020                                   | Shi Tingmao                                  | Wang Han                                        | Krysta Palmer                                   |
| Parigi 2024                                  | Chen Yiwen                                   | Maddison Keeney                                 | Chang Yani                                      |
| Atleta meglio premiato: Guo Jingjing (2/1/0) | Atleta meglio premiato: Guo Jingjing (2/1/0) | Nazione meglio premiata: Stati Uniti (11/10/13) | Nazione meglio premiata: Stati Uniti (11/10/13) |

#### Piattaforma 10 metri sincronizzato
| Edizione                                    | Oro                                         | Argento                                        | Bronzo                                                 |
| ------------------------------------------- | ------------------------------------------- | ---------------------------------------------- | ------------------------------------------------------ |
| Sydney 2000                                 | Cina Li Na - Sang Xue                       | Canada Émilie Heymans - Anne Montminy          | Australia Rebecca Gilmore - Loudy Tourky               |
| Atene 2004                                  | Cina Lao Lishi - Li Ting                    | Russia Natal'ja Gončarova - Julija Koltunova   | Canada Blythe Hartley - Émilie Heymans                 |
| Pechino 2008                                | Cina Wang Xin - Chen Ruolin                 | Australia Briony Cole - Melissa Wu             | Messico Paola Espinosa - Tatiana Ortiz                 |
| Londra 2012                                 | Cina Chen Ruolin - Wang Hao                 | Messico Paola Espinosa - Alejandra Orozco      | Canada Meaghan Benfeito - Roseline Filion              |
| Rio de Janeiro 2016                         | Cina Chen Ruolin - Liu Huixia               | Malaysia Cheong Jun Hoong - Pandelela Rinong   | Canada Meaghan Benfeito - Roseline Filion              |
| Tokyo 2020                                  | Cina Chen Yuxi - Zhang Jiaqi                | Stati Uniti Jessica Parratto - Delaney Schnell | Messico Gabriela Agúndez - Alejandra Orozco            |
| Parigi 2024                                 | Cina Chen Yuxi - Quan Hongchan              | Corea del Nord Jo Jin-mi - Kim Mi-rae          | Gran Bretagna Andrea Spendolini-Sirieix - Lois Toulson |
| Atleta meglio premiato: Chen Ruolin (3/0/0) | Atleta meglio premiato: Chen Ruolin (3/0/0) | Nazione meglio premiata: Cina (7/0/0)          | Nazione meglio premiata: Cina (7/0/0)                  |

#### Trampolino 3 metri sincronizzato
| Edizione                                  | Oro                                       | Argento                                          | Bronzo                                            |
| ----------------------------------------- | ----------------------------------------- | ------------------------------------------------ | ------------------------------------------------- |
| Sydney 2000                               | Russia Vera Il'ina - Julija Pachalina     | Cina Fu Mingxia - Guo Jingjing                   | Ucraina Hanna Sorokina - Olena Župina             |
| Atene 2004                                | Cina Wu Minxia - Guo Jingjing             | Russia Vera Il'ina - Julija Pachalina            | Australia Irina Laško - Chantelle Michell         |
| Pechino 2008                              | Cina Wu Minxia - Guo Jingjing             | Russia Anastasija Pozdnjakova - Julija Pachalina | Germania Ditte Kotzian - Heike Fischer            |
| Londra 2012                               | Cina Wu Minxia - He Zi                    | Stati Uniti Kelci Bryant - Abigail Johnston      | Canada Jennifer Abel - Émilie Heymans             |
| Rio de Janeiro 2016                       | Cina Wu Minxia - Shi Tingmao              | Italia Tania Cagnotto - Francesca Dallapé        | Australia Maddison Keeney - Anabelle Smith        |
| Tokyo 2020                                | Cina Shi Tingmao - Wang Han               | Canada Jennifer Abel - Mélissa Citrini-Beaulieu  | Germania Lena Hentschel - Tina Punzel             |
| Parigi 2024                               | Cina Chang Yani - Chen Yiwen              | Stati Uniti Sarah Bacon - Kassidy Cook           | Gran Bretagna Yasmin Harper - Scarlett Mew Jensen |
| Atleta meglio premiato: Wu Minxia (4/0/0) | Atleta meglio premiato: Wu Minxia (4/0/0) | Nazione meglio premiata: Cina (6/1/0)            | Nazione meglio premiata: Cina (6/1/0)             |

### Eventi non più in programma

#### Piattaforma alta
| Edizione                                | Oro           | Argento           | Bronzo        |
| --------------------------------------- | ------------- | ----------------- | ------------- |
| Stoccolma 1912                          | Erik Adlerz   | Hjalmar Johansson | Johan Jansson |
| Anversa 1920                            | Arvid Wallman | Nils Skoglund     | Johan Jansson |
| Parigi 1924                             | Dick Eve      | Johan Jansson     | Harold Clarke |
| Nazione meglio premiata: Svezia (2/3/2) |               |                   |               |

#### Distanza
| Edizione         | Oro            | Argento     | Bronzo       |
| ---------------- | -------------- | ----------- | ------------ |
| Saint Louis 1904 | William Dickey | Edgar Adams | Budd Goodwin |